# 土用
土用（どよう）とは五行に由来する暦の雑節。四立（しりゅう、立夏・立秋・立冬・立春）のそれぞれ直前およそ18日間。
夏の土用（立秋直前）を指す場合が多く、「夏の土用の丑の日」に鰻を食べる風習がある。
各土用の初日を土用の入り（どようのいり）・最終日を土用の明け（どようのあけ）と呼ぶ。土用の明けは節分である。節分は四立の前日だが現在では立春の前日を指す場合が多い。

## 歴史
五行では、春に木気、夏に火気、秋に金気、冬に水気を割り当てている。残った土気は季節の変わり目に割り当てられ、これを「土旺用事」から「土用」と呼んだ。
土用の間は、土の気が盛んになるとして、動土・穴掘り等の土を犯す作業や殺生が忌まれた。ただし、土用に入る前に着工して土用中も作業を続けることは差し支えないとされた。また「土用の間日（まび）」には土用の障りがないとされた。
五行の性質において、木気は植物のような発育伸長する勢いある傾向、火気は勢いが頂点に達し燃え盛る性質、金気は熱や勢いが衰え凝縮・固化しつつある状態、水気は凝縮しきってエネルギーを秘めつつ静的に留まった状態であり、これらは四季、太陽、植物などの周期変化の観察から象徴化された。土気は土壌におくと種が発芽することの観察から、大きな変化を促し保護する働きと場所の象徴である。四季にはそれぞれ象徴である木火金水が順当に割り当てられたが、そのままでは季節が変わる際に性質の異なる気が接しギャップが生じる事になる。現実のスムーズな移行にはバッファ的に働き現在から次の季節の気へと変容させる期間があり、ここで土気が活発に働いているとみたのが土用（土の働き）である。この期間は、1年を五行の5等分し、さらに土を四季に配分するため4等分した長さとなる。

## 期間
最終日は四立の前日、つまり節分である。節気の期間としては四立の1つ前の、穀雨・大暑・霜降・大寒が土用に含まれる。
開始日（土用の入り）の定義は平気と定気で異なるが、それぞれ節気と同様に、平気法では冬至からの経過日で、定気法では太陽黄経で定められている。

### 平気法
四立（冬至の約136.97日・228.28日・319.59日・45.66日後）の18日前が土用の入りである。

### 定気法
四立（太陽黄経45度・135度・225度・315度）の18度前、つまり、27度・117度・207度・297度となる日が土用の入りである。
日本の国立天文台では、暦要項の雑節（理科年表にも掲載されている）で、定気法での各土用の入りの日時を発表している。
| 季節 | 17日 | 18日 | 19日 | 平均    |
| ---- | ---- | ---- | ---- | ------- |
| 春   |      | 51%  | 49%  | 18.49日 |
| 夏   |      | 18%  | 82%  | 18.82日 |
| 秋   |      | 98%  | 02%  | 18.02日 |
| 冬   | 29%  | 71%  |      | 17.71日 |
| 平均 | 07%  | 60%  | 33%  | 18.26日 |

四季を通じて平均すると、土用の期間は18.26日（＝18°/360°×1年）となる。ただし地球が楕円軌道であるため季節により±3%（軌道離心率×2）程度の変動があり、春夏秋冬の順に18.49日・18.82日・18.02日・17.71日となる。つまり、土用の期間は17日〜19日に変化し、比率は上表のとおりである。夏の土用は18日よりも19日のことが多く、冬の土用は17日にもなる。
また、下表は、2011年〜2014年の定気の土用の入り・節分の日本標準時での日時である（厳密には節分に時刻はないが四立の24時間前の日時を記す）。これらの日時はおよそ4年周期（閏年の周期）で繰り返すが、1900年〜2099年の間では4年あたり約45分早くなるので、この表の範囲よりさらに±1日程度変動することがある。夏の土用の入りは1902年〜1939年には7月21日の年もあり、2092年には明治の改暦以来初めて7月18日となると予想される。
| 年   | 季節 | 入りの日時     | 節分の日時    | 期間 |
| ---- | ---- | -------------- | ------------- | ---- |
| 2011 | 冬   | 01月17日 14:47 | 02月3日 07:50 | 18日 |
| 2011 | 春   | 04月17日 17:36 | 05月5日 05:23 | 19日 |
| 2011 | 夏   | 07月20日 09:46 | 08月7日 05:33 | 19日 |
| 2011 | 秋   | 10月21日 03:09 | 11月7日 03:35 | 18日 |
| 2012 | 冬   | 01月18日 02:29 | 02月3日 13:35 | 17日 |
| 2012 | 春   | 04月16日 23:33 | 05月4日 11:20 | 19日 |
| 2012 | 夏   | 07月19日 15:37 | 08月6日 11:31 | 19日 |
| 2012 | 秋   | 10月20日 08:52 | 11月6日 09:26 | 18日 |
| 2013 | 冬   | 01月17日 20:35 | 02月3日 19:24 | 18日 |
| 2013 | 春   | 04月17日 05:23 | 05月4日 17:18 | 18日 |
| 2013 | 夏   | 07月19日 21:29 | 08月6日 17:20 | 19日 |
| 2013 | 秋   | 10月20日 14:46 | 11月6日 15:14 | 18日 |
| 2014 | 冬   | 01月17日 08:10 | 02月3日 01:15 | 18日 |
| 2014 | 春   | 04月17日 11:14 | 05月4日 22:59 | 18日 |
| 2014 | 夏   | 07月20日 03:16 | 08月6日 23:02 | 18日 |
| 2014 | 秋   | 10月20日 20:36 | 11月6日 21:06 | 18日 |

## 行事食
土用の行事食には、あんころ餅である「土用餅」、土用の時期に採れる栄養価が高いとされる「土用しじみ」、土用の時期にニワトリが産み落とした「土用卵」などがある。
春の土用の戌には「い」の付くものや白いもの、夏の土用の丑には「う」の付くものや黒いもの、秋の土用の辰には「た」の付くものや青いもの、冬の土用の未には「ひ」の付くものや赤いものを食べると良いとされ（土用の食い養生）、特に夏の土用の丑の日には鰻を食べる風習が江戸時代みられる。

## 土用三郎
夏の土用入りから3日目の天候によってその年の豊凶を占う風習。快晴であれば豊作、降雨であれば凶作とする。天一太郎、八専次郎、寒四郎などとともに古くから農村部で信じられてきた。